# Дініш (ім'я)
Діні́ш (порт. Dinis, Diniz, МФА: [dɨ.ˈniʃ], [дині́ш]) — чоловіче особове ім'я. Використовується переважно в країнах, що говорять португальською мовою (Португалія, Бразилія, Ангола тощо). Походить від латинського імені Діонісій (лат. Dionysius). Найвідоміший носій — португальський король Дініш. Інші форми — Діонісій, Денис.

## Особи
- Дініш (1261—1325), король Португалії (1279—1325)
- Дініш (1354—1403), сеньйор Сіфуентеський (1372—1403)

### Дініш Португальський
- Дініш (1261—1325), король Португалії (1279—1325)
- Дініш (1535—1537), помер немовлям

## Інше
- Дініш Землероб — історична драма.